# Василенко, Иван Андреевич
Иван Андреевич Василенко (1918—2000) — майор Советской Армии, участник Великой Отечественной войны, Герой Советского Союза (1945).

## Биография
Иван Василенко родился 7 ноября 1918 г. в селе Семёновка (ныне — Фёдоровский район Саратовской области) в крестьянской семье. Окончил Саратовский финансово-экономический техникум в 1937 г., после чего работал инструктором отдела учёта народного хозяйства Фёдоровского района. В 1938 г. Василенко был призван на службу в Рабоче-крестьянскую Красную Армию. В 1941 г. он окончил военно-политическое училище. С начала Великой Отечественной войны — на её фронтах. Участвовал в боях на Западном, Центральном и 1-м Белорусском фронтах. Принимал участие в оборонительных боях первых месяцев войны, 27 сентября 1941 г. был тяжело ранен. В 1942—1943 гг. Василенко воевал в составе партизанских отрядов в Курской и Орловской областях. С лета 1943 г. Василенко принимал участие в освобождении Белорусской ССР, Польши, боях в Германии. В 1944 г. он окончил курсы усовершенствования офицерского состава. К апрелю 1945 г. капитан Иван Василенко командовал 2-м батальоном 102-го стрелкового полка 41-й стрелковой дивизии 69-й армии 1-го Белорусского фронта. Отличился во время Берлинской операции.
17 апреля 1945 г. батальон Василенко подошёл к селу Лебус к северу от Франкфурта-на-Одере. Поскольку атаки мощных оборонительных укреплений с фронта результата не дали, Василенко принял решение обойти Лебус с севера и разгромить противника ударами с фланга и тыла. План был успешно осуществлён. 18 апреля, преследуя отступающего из Лебуса противника, батальон захватил железнодорожную станцию Шенфлис и деревню Альвицеендорф. Вскоре против батальона противник предпринял контратаку силами до полка пехоты при поддержке танковых подразделений. Батальону удалось отбить 9 контратак, уничтожив около 280 вражеских солдат и офицеров.
25 апреля батальон прорвался в Гросс-Шауэн и начал наступление в сторону железнодорожной станции Шторков, захватив его на следующий день. В ночь с 26 на 27 апреля Василенко со своим батальоном тайно переправился через озеро Гроссер-Зельховер-зее и атаковал с тыла сильно укреплённые позиции к юго-востоку от Шторкова, защищённые артиллерией, минами и спиралью Бруно, и уничтожил около взвода противника в близлежащей деревне Воховзе. Батальону удалось продвинуться ещё на 5 км вперёд, что вынудило немецкие войска оставить свои позиции. За время этих боёв батальон Василенко уничтожил более 200 вражеских солдат и офицеров, обеспечив успешное наступление всей дивизии.
Указом Президиума Верховного Совета СССР от 31 мая 1945 г. за «отвагу и героизм, проявленные в боях при расширении плацдарма на западном берегу Одера, окружении и разгроме франкфуртско-губенской группировки противника» капитан Иван Василенко был удостоен звания Героя Советского Союза с вручением ордена Ленина и медали «Золотая Звезда» за номером 6817.
В 1946 г. в звании майора Василенко был уволен в запас. Проживал в городе Бельцы Молдавской ССР, работал начальником АХО комбината строительных материалов. После распада СССР он переехал в Москву, где прожил свои последние годы. 
Скончался 16 мая 2000 г., похоронен на Бутовском кладбище.
Был также награждён орденами Красного Знамени, Александра Невского, Отечественной войны 2-й степени, Красной Звезды, а также рядом медалей.